# Galaxia Rueda de Carro
La galaxia Rueda de Carro (también conocida como ESO 350-40) es una galaxia lenticular y anular a unos 500 millones de años luz de distancia en la constelación de Sculptor. Se estima que tiene 150 000 años luz de diámetro, una masa de aproximadamente 2,9-4,8 × 109 masas solares y gira a 217 km/s. Es ligeramente más grande que la Vía Láctea.  Fue descubierta por Fritz Zwicky en 1941.
La galaxia era anteriormente una galaxia espiral normal, pero aparentemente sufrió una colisión frontal con una compañera más pequeña hace aproximadamente 200 millones de años. Cuando la galaxia cercana pasó a través de ella, la violencia de la colisión provocó una onda expansiva de gran alcance, similar a una roca arrojada en un lecho de arena. Moviéndose a gran velocidad, la onda expansiva barrió el gas y polvo, creando un brote estelar alrededor de la parte central de la galaxia. Esto explica el anillo azulado alrededor del centro, la parte más brillante. Se puede observar que la galaxia está empezando a retomar la forma de una galaxia espiral normal, con los brazos extendidos a partir de un núcleo central.

## Evolución
La galaxia fue una vez una galaxia espiral normal antes de que aparentemente sufriera una colisión frontal con una compañera más pequeña aproximadamente 200-300 millones de años antes de cómo la vemos a día de hoy. Cuando la galaxia cercana pasó a través de la Galaxia Rueda de Carro, la fuerza de la colisión provocó que una poderosa onda de choque gravitacional se expandiera a través de la galaxia, como una roca arrojada a un lecho de arena. Moviéndose a alta velocidad, la onda de choque barrió y comprimió el gas y el polvo, creando un estallido estelar alrededor de la parte central de la galaxia que salió ileso a medida que se expandía hacia el exterior. Esto explica el anillo azulado alrededor del centro, la parte más brillante. Se puede notar que la galaxia está comenzando a retomar la forma de una galaxia espiral normal, con brazos que se extienden desde un núcleo central. Estos brazos a menudo se conocen como los "radios" de la rueda de carro.
Alternativamente, un modelo basado en la inestabilidad de Jeans de perturbaciones de gravedad de pequeña amplitud, tanto axisimétricas (radiales) como no axisimétricas (espiral), permite una asociación entre grupos crecientes de materia y las ondas simétricas y no simétricas gravitacionalmente inestables que toman la apariencia de un anillo y radios. Sin embargo, según los datos de observación, esta teoría de la evolución de las galaxias anulares no parece aplicarse a esta galaxia específica.
Si bien la mayoría de las imágenes de la Galaxia Rueda de Carro muestran tres galaxias juntas, se sabe que un cuarto compañero asociado físicamente (también conocido como G3) está asociado con el grupo a través de una cola HI que conecta G3 con la rueda de carro. Debido a la presencia de la cola HI, se cree ampliamente que G3 es la galaxia "bala" que se hundió a través del disco de la rueda de carro, creando su forma actual, no G1 o G2. Esta hipótesis tiene sentido dado el tamaño y la edad prevista de la estructura actual (~300 millones de años como se mencionó anteriormente). Teniendo en cuenta lo cerca que están G1 y G2 de la Galaxia Rueda de Carro todavía, se cree mucho más que el G3 distante a aproximadamente 88 kpc (~ 287 000 años luz) es la galaxia intrusa.
El mapeo de colas de hidrógeno neutro es extremadamente útil para determinar las galaxias "culpables" en casos similares donde la respuesta es relativamente poco clara. El gas de hidrógeno, siendo el gas más ligero y más abundante en las galaxias, se arranca fácilmente de las galaxias madre a través de las fuerzas gravitatorias. La evidencia de esto se puede ver en la Galaxia de las Medusas y la Galaxia Cometa, que están experimentando un tipo de efecto gravitacional llamado presión de arrastre, y otras galaxias con colas de marea y corrientes estelares en formación de estrellas asociadas con colisiones y fusiones. La extracción de la presión de arraste casi siempre causará colas dominantes de arrastre de gas HI cuando una galaxia cae en un cúmulo de galaxias, mientras que las fusiones y colisiones como la rueda de carro a menudo crean colas dominantes delanteras a medida que la gravedad de la galaxia culpable atrae y tira del gas de la galaxia víctima la dirección del movimiento del culpable.
Se espera que la estructura existente de la rueda de carro se desintegre en los próximos cientos de millones de años a medida que el gas, el polvo y las estrellas restantes que no han escapado de la galaxia comiencen a caer hacia el centro. Es probable que la galaxia recupere su forma espiral después de que se complete el proceso de caída y las ondas de densidad espiral tengan la oportunidad de reformarse. Esto solo es posible si los compañeros G1, G2 y G3 permanecen distantes y no sufren una colisión adicional con la rueda lateral.

## Fuente de Rayos X

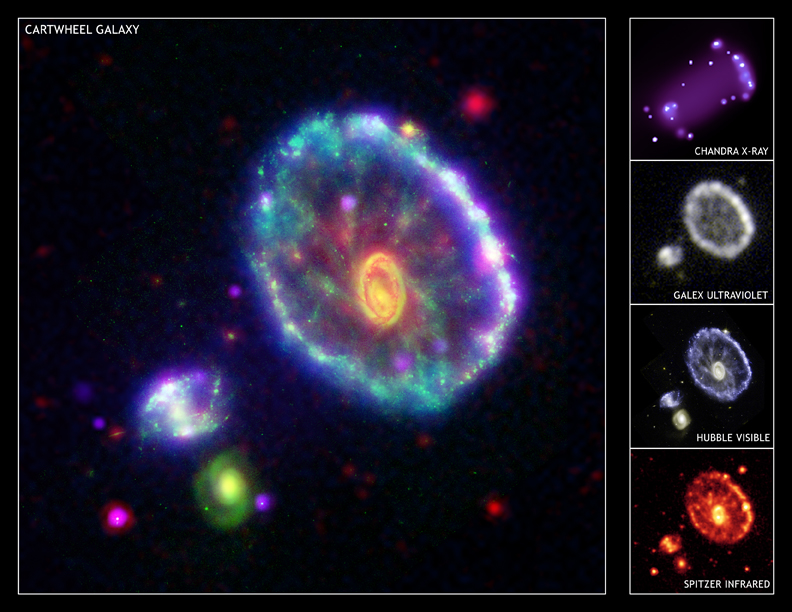
La Galaxia Rueda de Carro en diferentes Espectros electromagnéticos. (Rayos X, Radiación ultravioleta, Espectro visible y Radiación infrarroja). La imagen combina datos de cuatro observatorios espaciales diferentes: el Observatorio de rayos X Chandra (Violeta), el Galaxy Evolution Explorer (Ultravioleta, Azul), el Telescopio espacial Hubble (visible/verde) y el Telescopio espacial Spitzer (infrarrojo/ rojo). La imagen tiene 160 segundos de arco de ancho. AR 00h 37m 41.10s Dic −33° 42′ 58.80″ en Sculptor

La forma inusual de la galaxia Rueda del Carro puede deberse a una colisión con una galaxia más pequeña, como las que se muestran en la parte inferior izquierda de la imagen. El estallido estelar más reciente (formación de estrellas debido a ondas de compresión) ha iluminado el borde de la Galaxia rueda de carro, que tiene un diámetro mayor que el de la Vía Láctea. La formación estelar, a través de galaxias con estallido estelar, da como resultado la formación de estrellas grandes y extremadamente luminosas. Cuando las estrellas masivas explotan como supernovas, dejan atrás estrellas de neutrones y agujeros negros. Algunas de estas estrellas de neutrones y agujeros negros tienen estrellas compañeras cercanas y se convierten en poderosas fuentes de rayos X a medida que extraen materia de sus compañeros (también conocidas como fuentes de rayos X ultra e hiperluminosas). Las fuentes de rayos X más brillantes son probablemente agujeros negros con estrellas binarias y aparecen como puntos blancos que se encuentran a lo largo del borde de la imagen de rayos X. La galaxia contiene una cantidad excepcionalmente grande de estas fuentes binarias de rayos X de agujeros negros, porque muchas estrellas masivas se formaron en el anillo.